# مظرف طومسون
شل تومسن هو أول شل يونكس خرج لنور مع أول نسخة يونكس في عام 1971 من برمجة كين تومسن وهو أحد علماء الحاسوب البارزين الذين لهم الأثر الكبير في تطوير نظام يونكس. كان هذا الشل بسيط وليس لعمل سكربتات، لكنه كان أحد أسس برمجة يونكس شل فيما بعد.